# Dance to Death - Sfida l'arena
Dance to Death - Sfida l'arena (in russo Танцы насмерть?, Tancy nasmert', trad. Ballando fino alla morte) è un film russo del 2017 diretto da Andrej Volgin, circolato in lingua italiana in home video.